# Dêrong
Dêrong är ett härad i den tibetanska autonoma prefekturen Garzê i Sichuan-provinsen i sydvästra Kina.
1. ↑  http://www.geohive.com/cntry/CN-51_ext.aspx